# Zinneke Parade
A Zinneke Parade é um desfile multicultural bienal na cidade de Bruxelas.
Em bruxelense Zinneke significa o Senne, pequeno rio de Bruxelas, mas também cão rafeiro. Por extensão, o Zinneke é aquele que tem múltiplas origens, símbolo do caracter cosmopolita e multicultural de Bruxelas, daí a designação deste desfile.

## Temas

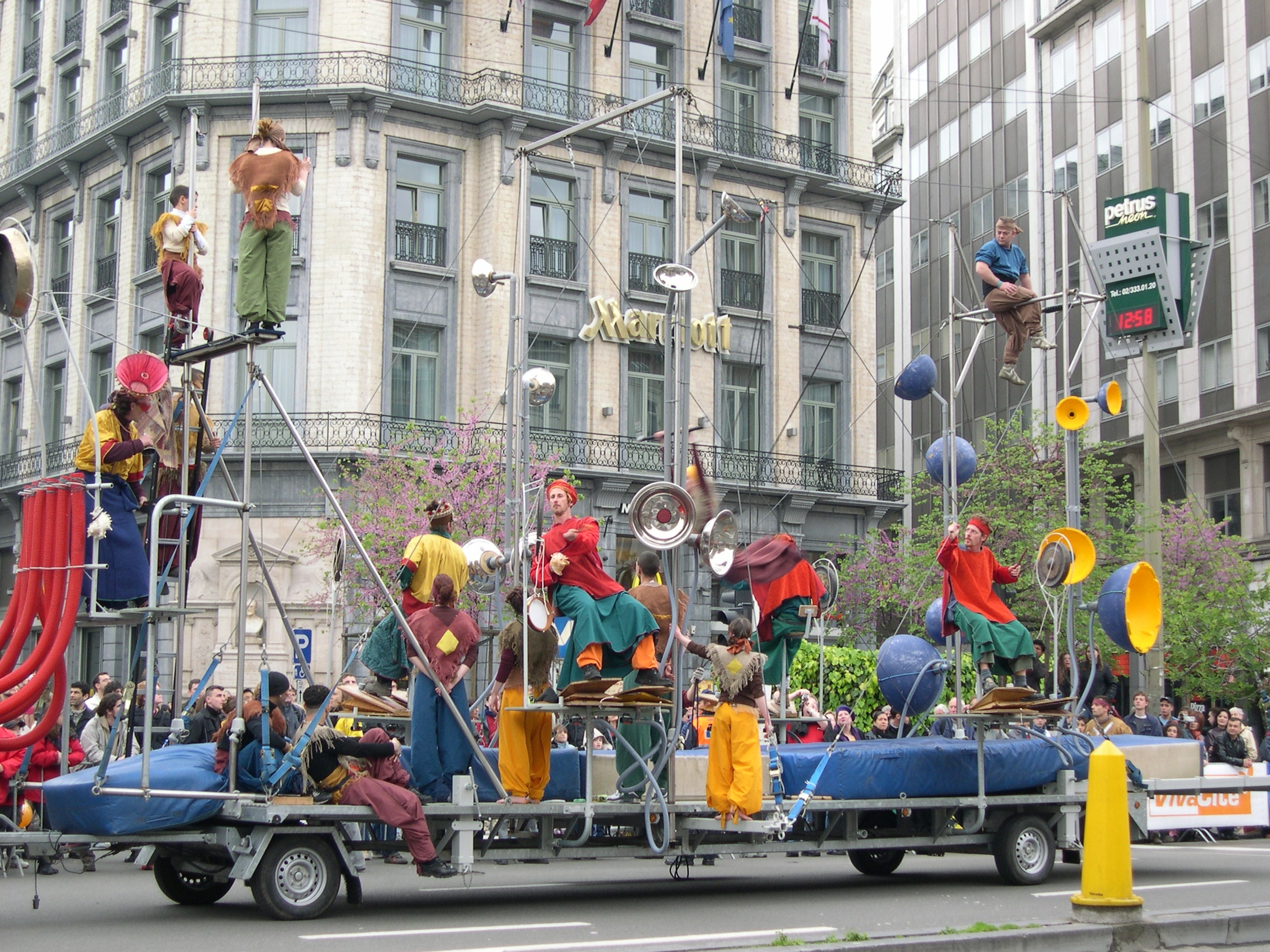
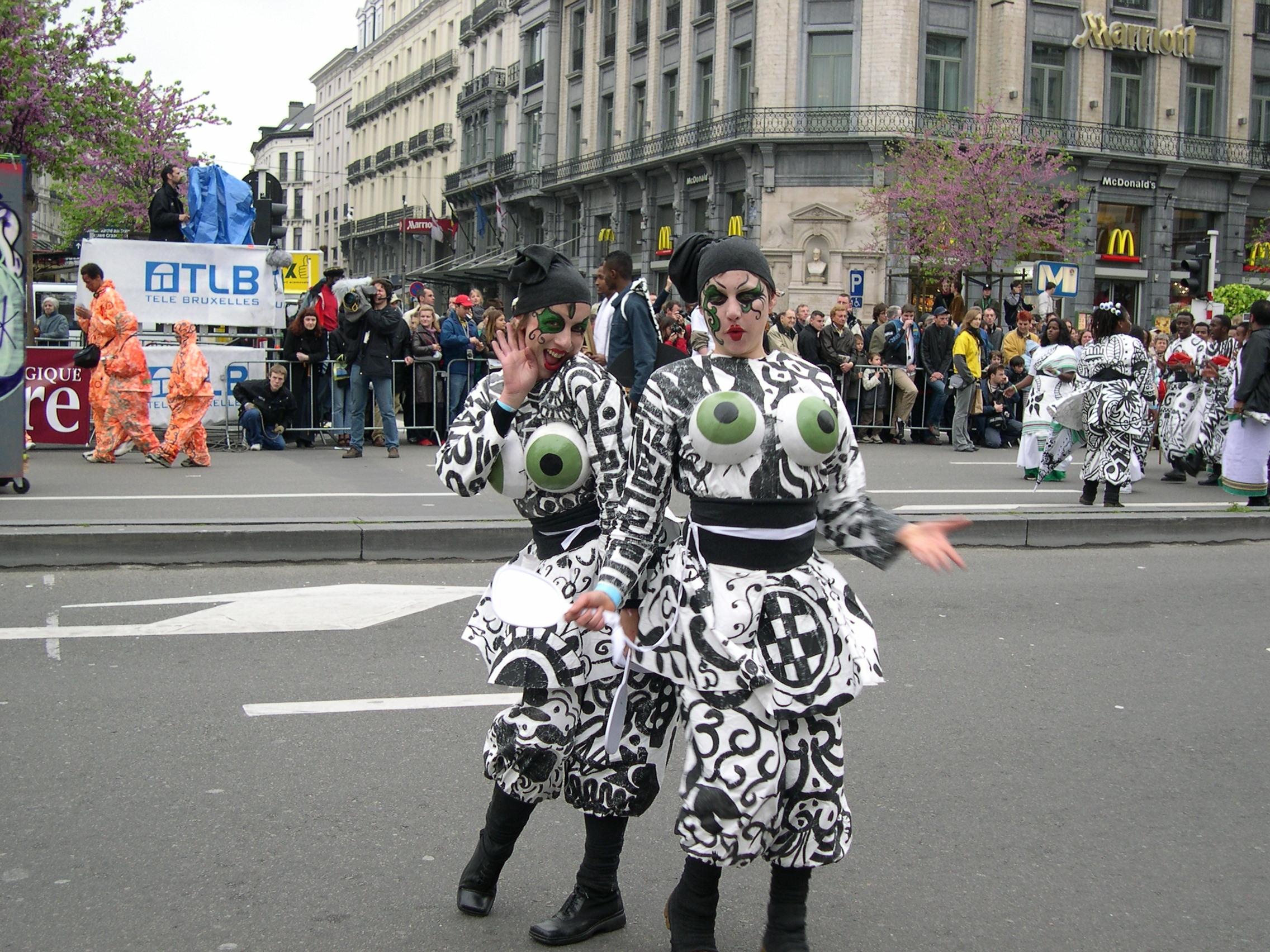
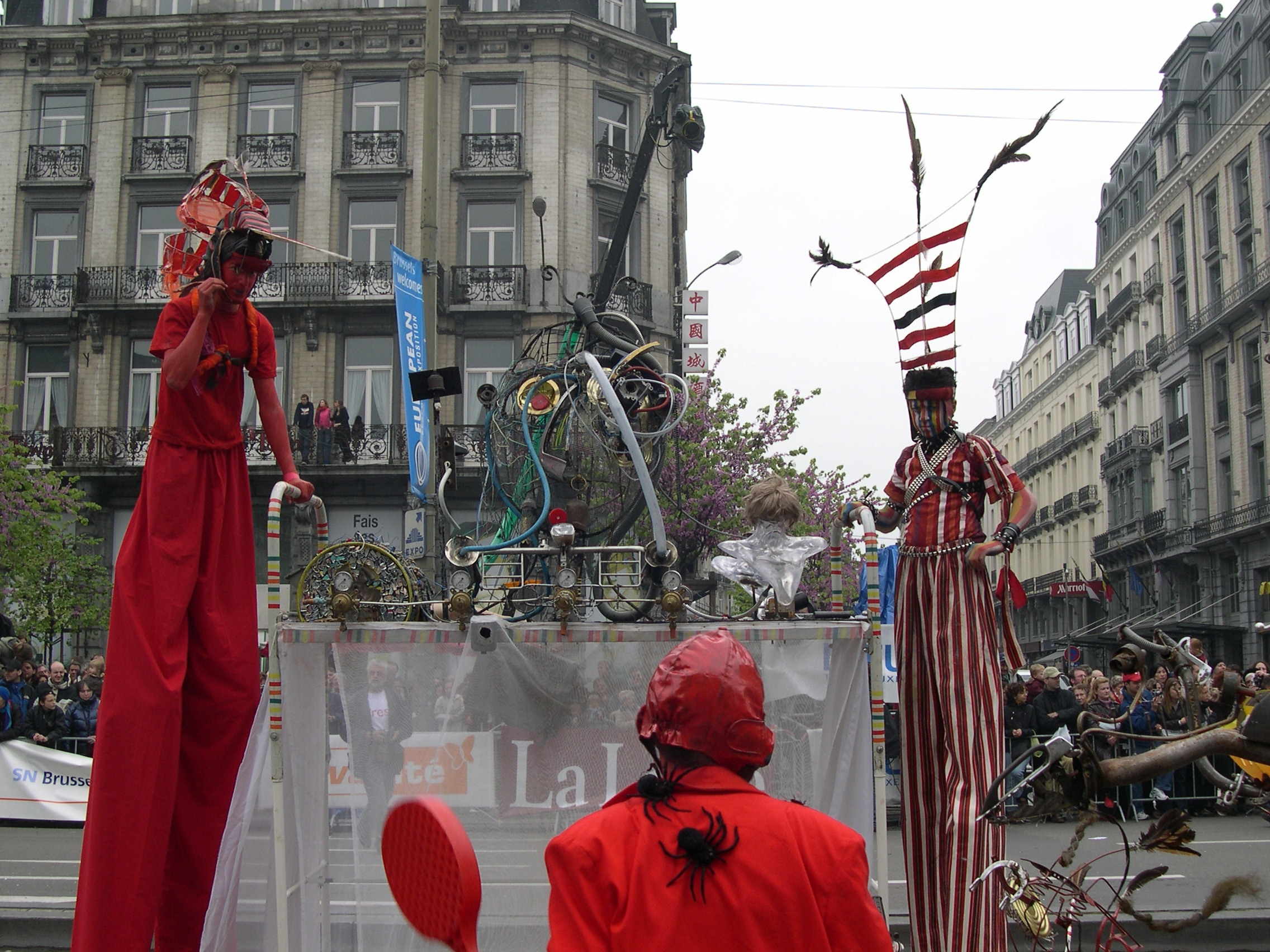
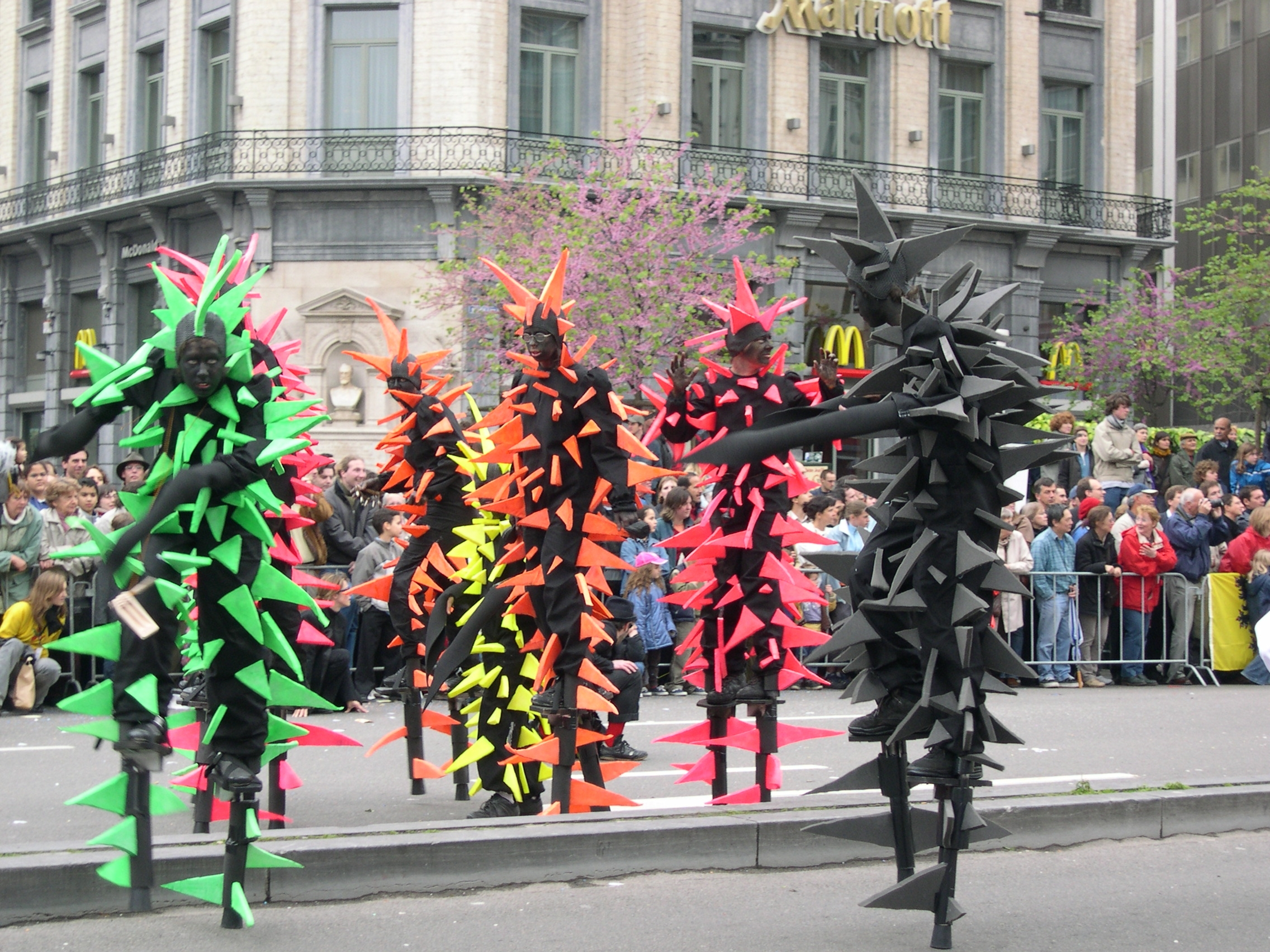
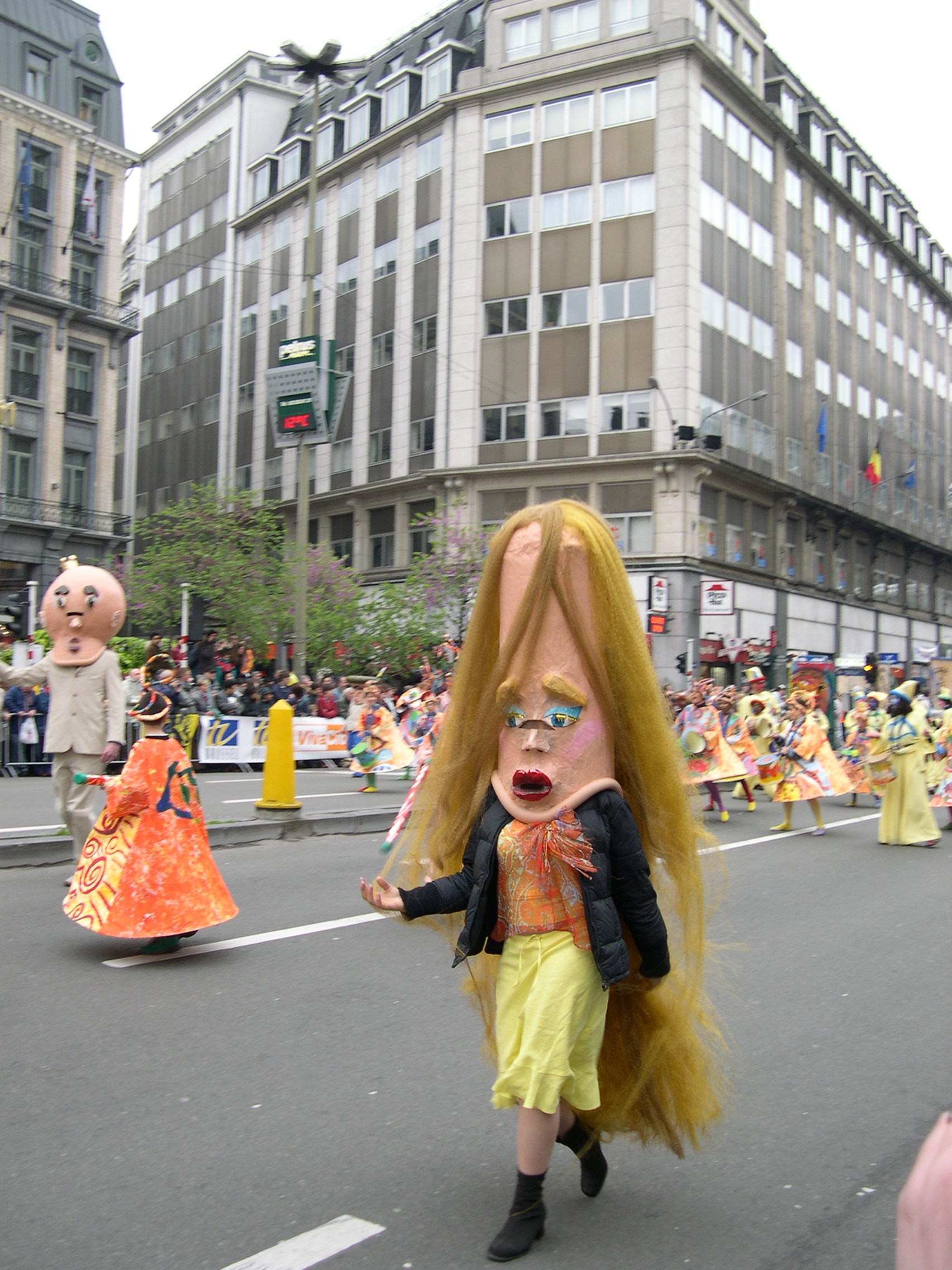

- 2000 : A Cidade
- 2002 : As Zinnergias
- 2004 : O Corpo na Cidade
- 2006 : Toekomst a chegar
- 2008 : Eau . Water [Água]
- 2010 : A Table ¡ Aan Tafel [Na Mesa]
- '''2012''' : 19-05-2012 : Désordre ¡ Wanorde [Caos]